# Eleição municipal de São José em 2004
A eleição municipal de São José em 2004 ocorreu em 3 de outubro de 2004, em turno único. Foi a primeira vez que a eleição em São José passou dos cem mil votos, com 109.756 votos apurados.
O então prefeito Dário Berger não poderia se reeleger por já estar no segundo mandato, e renunciou pouco antes do pleito para disputar as eleições de Florianópolis, deixando o cargo para Vanildo Macedo. Fernando Elias, do PSDB, foi eleito prefeito de São José, assumindo o cargo em 1° de janeiro de 2005. Doze vereadores foram eleitos para a Câmara Municipal.

## Eleitorado
Estavam aptos a votar 122.870 eleitores, dos quais 13.114 não compareceram, uma taxa de 10,67% de abstenção. O aumento de 15% dos eleitores aptos em relação as eleições de 2000 também refletiu nos votos apurados, que pela primeira vez passaram da marca dos cem mil, chegando a 109.756 votos.

## Contexto
O segundo mandato de Dário Berger, eleito em 1996 e reeleito 2000 pelo PFL, terminava com grande popularidade, o que levou a um movimento político que mudou o panorama político de São José e da cidade vizinha, Florianópolis: Berger se lançaria como candidato na capital catarinense, e para isso, renunciou ao cargo de prefeito de São José. Ele também deixou o PFL rumo ao PSDB, e muitos de seus aliados o seguiram na mudança, incluindo Vanildo Macedo, vice de Dário, que se tornou prefeito até o fim de 2004.
Com isso, o PSDB lançou Fernando Elias, o secretário de educação de Dário, com o apoio dele e como continuidade da gestão. Ele também tinha sido o vereador mais votado na última eleição pelo PFL. O PFL, por sua vez, lançou o deputado federal Gervásio Silva, que havia sido prefeito antes de Dário e também era um nome forte da política josefense para manter a cidade, cujos prefeitos eleitos eram do partido desde os anos 1980.
Em paralelo, o PT também lançou seu candidato, Círio Vandressen, o Padre Círio, esperando ter mais apoio após a vitória na eleição presidencial de 2002. O PSTU também teve seu candidato próprio, Júlio César.

## Candidatos
|  | Nº | Candidato(a) a prefeito                         | Candidato(a) a vice-prefeito                    | Coligação |
|  | -- | ----------------------------------------------- | ----------------------------------------------- | --- |
|  | 13 | Padre Círio (PT) Círio Vandresen                | Valadares (PT) Antônio Valadares Schmidt Pioner | São José de Todos - Partido dos Trabalhadores (PT) - Partido Comunista do Brasil (PCdoB) - Partido dos Aposentados da Nação (PAN) |
|  | 16 | Júlio César (PSTU) Júlio César Pacheco Augusto  | Ro (PSTU) Rosângela Barreiros Rosa              | Sem coligação |
|  | 25 | Gervásio Silva (PFL) Gervásio José da Silva     | Gilson Junckes (PFL) Gilson Luiz Junckes        | Coerência e Trabalho - Partido da Frente Liberal (PFL) - Partido Popular Socialista (PPS) - Partido Democrático Trabalhista (PDT) - Partido Progressista (PP) - Partido Verde (PV) - Partido Liberal (PL) - Partido Social Democrata Cristão (PSDC) |
|  | 45 | Fernando Elias (PSDB) Fernando Melquíades Elias | Capitão (PMDB) Valdemar Antônio Schmidt         | Vencer pelo Trabalho - Partido da Social Democracia Brasileira (PSDB) - Partido do Movimento Democrático Brasileiro (PMDB) - Partido Trabalhista Nacional (PTN) - Partido Trabalhista Brasileiro (PTB)                                              |

## Resultados

### Eleição municipal de São José em 2004 para Prefeito
Com um discurso de continuidade da gestão de Dário Berger, Fernando Elias, do PSDB, foi eleito com cerca de 43 mil votos. O então PFL, que governava a cidade desde os anos 1980, saiu derrotado e nunca mais retornou ao cargo máximo do executivo josefense.
| 1º Turno 3 de outubro de 2004 | 1º Turno 3 de outubro de 2004 | 1º Turno 3 de outubro de 2004 | 1º Turno 3 de outubro de 2004 |
| Candidato(a)                  | Vice                          | Votação                       | Votação                       |
| Candidato(a)                  | Vice                          | Total                         | Porcentagem                   |
| ----------------------------- | ----------------------------- | ----------------------------- | ----------------------------- |
| Fernando Elias (PSDB)         | Capitão (PMDB)                | 43.289                        | 43,91%                        |
| Gervásio Silva (PFL)          | Gilson Junckes (PFL)          | 34.433                        | 34,93%                        |
| Padre Círio (PT)              | Valadares (PT)                | 20.062                        | 20,35%                        |
| Júlio César (PSTU)            | Ro (PSTU)                     | 799                           | 0,81%                         |
| Total de votos válidos        | Total de votos válidos        | 98.583                        | 100,00%                       |
| Votos apurados                |                               |                               |                               |
| Votos válidos                 | Votos válidos                 | 98.583                        | 89,82%                        |
| Votos em branco               | Votos em branco               | 4.167                         | 3,80%                         |
| Votos nulos                   | Votos nulos                   | 7.006                         | 6,38%                         |
| Total de votos apurados       | Total de votos apurados       | 122.870                       | 100,00%                       |
| Eleitores                     |                               |                               |                               |
| Comparecimento                | Comparecimento                | 109.756                       | 89,33%                        |
| Abstenções                    | Abstenções                    | 3.114                         | 10,67%                        |
| Total de eleitores            | Total de eleitores            | 122.870                       | 100,00%                       |

| Partido | Partido | Candidato      | Votos  | Votos (%) |
| ------- | ------- | -------------- | ------ | --------- |
|         | PSDB    | Fernando Elias | 43 289 | 43,91%    |
|         | PFL     | Gervásio Silva | 34 433 | 34,93%    |
|         | PT      | Padre Círio    | 20 062 | 20,35%    |
|         | PSTU    | Júlio César    | 799    | 0,81%     |
| Totais  | Totais  | Totais         | 98 583 |           |

### Eleição municipal de São José em 2004 para Vereador
Treze candidatos foram eleitos para a 16ª legislatura (2005-2008), sendo sete da chapa do prefeito eleito. O PFL, que na última eleição elegeu a maior bancada, ficou apenas com três vereadores, mesmo número de PTB e PSDB. Com 109.756 votos apurados, foi a maior eleição da história até então, com 102.461 votos válidos, 3.575 votos em branco e 3.720 votos nulos.
| Nome                         | Partido político                                   | Coligação            | Votos recebidos | Percentual |
| ---------------------------- | -------------------------------------------------- | -------------------- | --------------- | ---------- |
| José Natal Pereira           | Partido da Social Democracia Brasileira (PSDB)     | Vencer pelo Trabalho | 3.160           | 3,08%      |
| Edio Osvaldo Vieira          | Partido da Social Democracia Brasileira (PSDB)     | Vencer pelo Trabalho | 2.989           | 2,92%      |
| Osni Meurer                  | Partido da Frente Liberal (PFL)                    | Coerência e Trabalho | 2.861           | 2,79%      |
| Orvino Coelho de Avila       | Partido Progressista (PP)                          | Coerência e Trabalho | 2.797           | 2,73%      |
| Adeliana Dal Pont            | Partido da Frente Liberal (PFL)                    | Coerência e Trabalho | 2.759           | 2,69%      |
| Neri Osvaldo do Amaral       | Partido do Movimento Democrático Brasileiro (PMDB) | Vencer pelo Trabalho | 2.707           | 2,64%      |
| Carlos Lelis Souza           | Partido Trabalhista Brasileiro (PTB)               | Vencer pelo Trabalho | 2.327           | 2,27%      |
| João Rogerio de Farias       | Partido Trabalhista Brasileiro (PTB)               | Vencer pelo Trabalho | 2.182           | 2,13%      |
| Antônio Luiz Battisti        | Partido dos Trabalhadores (PT)                     | São José de Todos    | 1.744           | 1,70%      |
| Adi Xavier de Castro         | Partido da Social Democracia Brasileira (PSDB)     | Vencer pelo Trabalho | 2.688           | 2,62%      |
| Sandra Pereira Alves Martins | Partido da Frente Liberal (PFL)                    | Coerência e Trabalho | 2.419           | 2,36%      |
| Amauri Valdemar da Silva     | Partido Trabalhista Brasileiro (PTB)               | Vencer pelo Trabalho | 2.088           | 2,04%      |